# Catch wrestling
Vous pouvez aider à l'améliorer ou bien discuter des problèmes sur sa page de discussion.
- Il ne cite pas suffisamment ses sources. Vous pouvez indiquer les passages à sourcer avec {{référence nécessaire}} ou {{Référence souhaitée}}, et inclure les références utiles en les liant aux notes de bas de page. (Marqué depuis août 2019)
- Il n'a pas de sujet précis, ce que le premier principe fondateur de Wikipédia exige. (Marqué depuis août 2019)

- Archive Wikiwix
- Bing
- Cairn
- DuckDuckGo
- E. Universalis
- Gallica
- Google
- G. Books
- G. News
- G. Scholar
- Persée
- Qwant
- (zh) Baidu
- (ru) Yandex
- (wd) trouver des œuvres sur Wikidata

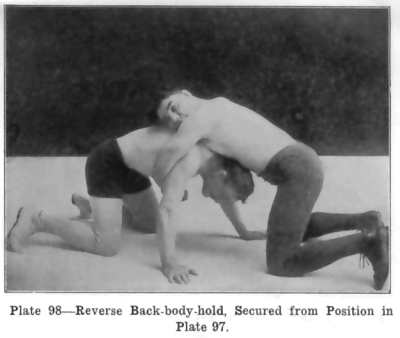
Reverse Back-body-hold comme illustré sur le scan de la planche 98 dans Lessons in Wrestling & Physical Culture.

Catch Wrestling ou catch-as-catch-can wrestling (CACC) peut désigner deux choses dans le monde du Catch et de la Lutte:
1. Le catch tel qu'il était au début, une forme de lutte considérée comme la troisième après la gréco-romaine et la libre, en compétition aux Jeux olympiques de 1904.
2. Le style du catch britannique/européen, s'inspirant directement du catch wrestling de la première époque.

C'est sous la forme de catch wrestling que le catch est apparu en France, d'où le nom qui est resté depuis (tout comme en Allemagne). Les québécois préfèrent l'adage de lutte professionnelle.

## Catch wrestling: le style européen
C'est un style de catch principalement utilisé par les lutteurs britanniques et plus généralement européens. Ce style de catch se base sur le chain wrestling et les techniques du catch wrestling.
Dans un match de style européen, les matches s'organisent en rounds, comme dans les rencontres de boxe.
Des célèbres spécialistes du catch wrestling :
- Dave Finlay
- Chris Hero
- Nigel McGuinness
- Osamu Nishimura
- William Regal
- Claude Roca
- Hideki Suzuki
- Dave Taylor
- Zack Sabre Jr.
- Johnny Saint